# NGC 2629
NGC 2629 este o galaxie lenticulară situată în constelația Ursa Mare. A fost descoperită în 30 septembrie 1802 de către William Herschel. Se află la o distanță de 53,72 de megaparseci de Pământ.